# われらはきたりぬ
『我らはきたりぬ』（われらはきたりぬ、英語原題：We Three Kings of Orient Are）は、1857年に、ジョン・ヘンリー・ホプキンズ・二世師（Reverend John Henry Hopkins, Jr.）が作詞したクリスマス・キャロルである。

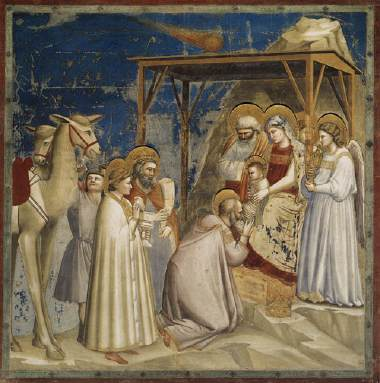
三人の王のキリスト礼拝

キリスト教宗教音楽上の分類では、「主顕節キャロル（Epiphany carol）」と呼ぶべきものである。ホプキンズはまた、ニューヨーク市専門神学校（EN）でのクリスマス・ペイジェントの一部のために、歌詞と曲の両方を作詞作曲した。この歌は、ホプキンズの1863年刊行の『キャロル、聖歌、ソング』が初出である。
ジョン・ホプキンズは、1820年にペンシルベニア州ピッツバーグで誕生し、1891年、ニューヨークのハドソンで逝去した。ホプキンズは牧師であり、作家、書籍のイラストレータ、ステンドグラス窓のデザイナーで、ニューヨークの外で出された『教会ジャーナル』の編集者であった。

## 歌詞
|  | 英語原歌詞 We three kings of Orient are Bearing gifts we traverse afar Field and fountains, moor and mountains Following yonder star CHORUS: O Star of wonder, star of night Star with royal beauty bright Westward leading, still proceeding Guide us to thy Perfect Light Born a King on Bethlehem's plain Gold I bring to crown Him again King forever, ceasing never Over us all to reign CHORUS Frankincense to offer have I; Incense owns a Deity nigh; Prayer and praising, all men raising, Worship Him, God most high. CHORUS Myrrh is mine, its bitter perfume Breathes a life of gathering gloom; Sorrowing, sighing, bleeding, dying, Sealed in the stone cold tomb. CHORUS Glorious now behold Him arise King and God and Sacrifice Alleluia, Alleluia Sounds through the earth and sky CHORUS: O Star of wonder, star of night Star with royal beauty bright Westward leading, still proceeding Guide us to thy Perfect Light | 日本語大意 我ら三人、オリエントの王なり 贈物を携え、はるばる訪ね来たり 野を越え、泉、沼、山々を越えて 彼方の星に導かれて （斉唱） おお、奇蹟の星、星の夜 いと気高き輝きの星よ 西の彼方に導き、進み行く 我らを、神なる光に導けり ベツレヘムの野に、王生まれぬ 我は、戴冠の為の黄金を携えり 永遠の王、そが支配は終わりなく 我らすべてをとわに治めたまう （斉唱） 乳香を献ぐため、我携え来たり いとも神々しき香料なりし すべて世は、祈りと讃美を捧げん いと高き神を拝み奉らん （斉唱） 我が携えしは没薬、苦き香料 暗がりに満ちし命の香を放てり 悲しみ喘ぎ、血を流し死して 冷たき石の墓に封印されん （斉唱） 見よ、今や榮光に満ちて彼甦る 王にして神にして贖い主 アレルヤ、アレルヤ 地と天に讃美の声、響き渡る （斉唱） おお、奇蹟の星、星の夜 いと気高き輝きの星よ 西の彼方に導き、進み行く 我らを、神なる光に導けり |

## ポピュラー歌手によるカバーなど
- ビーチ・ボーイズは、1964年のアルバム『ビーチ・ボーイズのクリスマス・アルバム』において、ディック・レイノルズによるオーケストレーション・アレンジメントでヴァージョンを録音した。
- ジューダス・プリーストのロブ・ハルフォードは自身のバンド『ハルフォード』のアルバム『Halford III: Winter Songs』でヘヴィメタル調にアレンジしている。

## 収録讃美歌
讃美歌第二編 52番
聖歌 135番
聖歌 (総合版) 83番 （中田羽後訳）
新聖歌 96番
教会福音讃美歌 95番
新生讃美歌 192番
希望の讃美歌 62番
日本聖公会聖歌集 110番

## 参考書籍
The Book of World Famous Music Classical, Popular and Folk by James Fuld (1966)